# Kingdom Hearts: Chain of Memories
Kingdom Hearts: Chain of Memories (яп. キングダム ハーツ チェイン オブ メモリーズ кингудаму ха:цу тэйн обу мэмори:дзу, «Королевство Сердец: Цепь Воспоминаний») — компьютерная игра в жанре экшн-РПГ, разработанная Jupiter и Square Enix для портативной игровой консоли Game Boy Advance. Игра вышла 11 ноября 2004 года в Японии, 7 декабря 2004 года в США, 13 января 2005 года в Австралии и 6 мая 2005 года в Европе. Издателем её в Японии и США является Square Enix, а в Австралии и Европе — Nintendo. Игра вышла после оригинальной Kingdom Hearts и служит её прямым продолжением. Эта игра — одна из немногих на Game Boy Advance, где используется технология полностью подвижного видео. Позже был сделан ремейк игры на PlayStation 2 под названием Kingdom Hearts Re:Chain of Memories, вышедший в Японии в комплекте с Kingdom Hearts II Final Mix+ 29 марта 2007 года и 2 декабря 2008 года в США как отдельная игра. В 2013 году Re:Chain of Memories была портирована на консоль PlayStation 3 как часть сборника Kingdom Hearts 1.5 HD Remix.
Kingdom Hearts: Chain of Memories — вторая игра в серии Kingdom Hearts. Действие игры происходит сразу же после окончания первой игры, за год до событий Kingdom Hearts II. В этой игре Сора продолжает искать Короля и Рику, поиски приводят его в загадочный замок, который Сора исследует на протяжении всей игры. Тем временем Рику также оказывается в этом замке и начинает бороться со своей внутренней тьмой. В сюжет игры были введены многие персонажи, которые будут позже использованы в Kingdom Hearts II.
Не став столь же коммерчески успешной, как предыдущая игра серии, Chain of Memories получила много положительных отзывов и относительно хорошо продавалась. Рецензенты одобрительно отмечали её сюжет, графику и FMV-ролики. В игре используется совершенно другая боевая система, кардинально отличающаяся от боевой системы первой Kingdom Hearts.

## Игровой процесс
Игровой процесс Kingdom Hearts: Chain of Memories представляет собой своеобразную смесь ролевой и карточной игры. Как и во многих других RPG, побеждая врагов, игрок зарабатывает опыт. При накоплении определённого количества опыта главный герой получает уровень, и игрок может увеличить либо количество очков здоровья, либо количество CP (англ. Card Points), либо выучить новый приём. Ролевая система игры основана на картах. Карты используются как во время боя, так и вне его. Сражения происходят на отдельном поле битвы. Вне битвы игрок путешествует по изометрически отображённым локациям. Враги ходят по карте, и если игрок с ними соприкасается, начинается бой.
Особенность игры заключается в так называемом «синтезе комнат» (англ. room synthesis). При переходе между локациями требуются определённые виды карт комнат (англ. Map Cards). В зависимости от того, какой вид карт был использован, такой будет следующая локация. Существует несколько видов карт комнат: красные определяют количество и поведение врагов, зелёные карты усиливают главного героя, пока он находится в комнате, синие же карты убирают из комнаты врагов, но добавляют бонусы (точка сохранения, магазин и т. п.).
В игре имеются три режима: кампания за Сору, кампания за Рику и многопользовательская игра. Изначально доступна только кампания за Сору; если она пройдена, то открывается режим «Reverse/Rebirth», позволяющий игроку играть за Рику и использовать мультиплеер.

### Боевая система

Скриншот игры во время боя Соры с Вексеном

Сражения проходят в реальном времени. Сама боевая система основана на системе карт. Игрок может перемещаться по полю боя, прыгать и уворачиваться от атак, но чтобы атаковать, использовать магию, предмет или призвать напарника, нужно использовать карты, которые доступны для выбора в специальном меню. Все карты имеют номер — от нуля до девяти. Враги также используют карты. Игроку нельзя использовать карту, пока это делает враг, и наоборот. Можно прервать использование карты врагом своей картой, если её номер больше или равен номеру карты противника. Карта со значением 0 «перебивает» любые атаки, но и её можно «побить» любой картой. Можно складывать карты в комбинации (до трёх за один раз) и использовать комбо-атаки, которые сложнее прервать, — их значение будет равно сумме значений всех карт, входящих в комбинацию. Обычно комбинируемые карты используются одна за одной, но иногда можно составить «особый приём» (англ. Sleight) — вместо того, чтобы использовать несколько карт подряд, игрок применяет определённую способность, при этом, однако, первая карта в такой комбинации становится недоступной до конца битвы. Все применённые карты исчезают из колоды, но их можно вернуть, «перетасовав» (англ. Reload) колоду. Карты врагов (англ. Enemy Cards) также можно использовать — как правило, их невозможно прервать; они усиливают игрока или ослабляют его противников. Практически из любого боя можно убежать (за исключением боёв, предусмотренных сюжетом) — для этого достаточно бежать к границе поля боя несколько секунд.
Игровой процесс кампаний Соры и Рику различается. Сора может составлять собственную колоду карт для боя, получая их в качестве трофея после боёв или покупая их в магазинах муглов в определённых комнатах. Рику не может создавать собственную колоду карт — на разных этапах игры они будут различными, и их нельзя менять. В отличие от Соры, у Рику имеются только карты физических атак, вражеские карты и карты призыва напарника — Микки Мауса.

## Сюжет

### Игровая вселенная
Действие игры происходит в Замке Забвения (яп. 忘却の城 бо:кяку но сиро, англ. Castle Oblivion), находящемся под властью Марлуксии (яп. マールーシャ ма:ру:ся, англ. Marluxia). Сора, Дональд и Гуфи узнают, что те, кто попал в этот замок, медленно теряют свои воспоминания. Вестибюль и лестницы между этажами оформлены в одинаковом стиле — белый цвет с цветочным узором, но почти каждый этаж замка может быть превращён в мир из первой Kingdom Hearts с помощью карт миров (англ. World Cards), созданных из воспоминаний Соры. Как и ранее, большинство миров основано на диснеевских мультфильмах, остальные придуманы специально для игры.
В отличие от предыдущей игры, все миры в Chain of Memories, за исключением Замка Забвения, созданы на основе воспоминаний Соры. Таким образом, многие события, пережитые в разных мирах в первой игре, Сора переживает заново: в своих воспоминаниях он встречает диснеевских персонажей, которых видел ранее, хотя сюжетные линии миров слегка изменены и так или иначе затрагивают тему воспоминаний. Кроме Замка Забвения, в игре появился ещё один мир — Сумеречный Город (яп. トワイライトタウン товаирайто таун, англ. Twilight Town), воссозданный из воспоминаний «с другой стороны сердца» Соры.

### Персонажи

Персонажи Kingdom Hearts: Chain of Memories. Слева направо: Сора, Сверчок Джимини (в руке у Соры), Рику, Король Микки, Намине, ДиЗ и Ансем (сверху) и Марлуксия, Ларксен, Лексаеус, Зексион и Вексен (снизу)

В Chain of Memories, как и в первой игре серии, главный герой — Сора. Дональд Дак и Гуфи также появляются в игре. Также появляются персонажи игровой серии Final Fantasy, а также герои диснеевских мультфильмов. Они ведут себя так, как будто никогда не встречались с главными героями, так как были созданы из воспоминаний Соры. Кроме того, впервые в серии появляются ещё несколько новых персонажей: члены таинственной Организации (англ. Organization), преследующие неизвестные цели, девочка по имени Намине (яп. ナミネ наминэ, англ. Naminé), способная управлять памятью других людей, и ДиЗ (яп. ディズ дидзу, англ. DiZ) — загадочный человек в красном плаще и бинтах. За Рику также можно играть, но только после прохождения кампании за Сору. После того, как Рику заточили в Реальности тьмы в конце первой Kingdom Hearts, он оказывается на первом этаже Замка Забвения. Рику помогают Король и ДиЗ.
Шесть членов Организации — главные злодеи игры, четверо из них появляются в режиме игры за Сору, а остальные два сталкиваются с Рику. Среди них Марлуксия, возглавляющий членов Организации и являющийся хозяином Замка Забвения, Ларксен (яп. ラクシーヌ ракуси:ну, англ. Larxenne) — девушка, помогающая Марлуксии, Аксель (яп. アクセル акусэру, англ. Axel), помогающий то Организации, то Соре, и Вексен (яп. ヴィクセン уикусэн, англ. Vexen), не желающий участвовать в планах Марлуксии. Лексаеус (яп. レクセウス рэкусэусу, англ. Lexaeus) и Зексион (яп. ゼクシオン дзэкусион, англ. Zexion) — сподвижники Вексена — появляются в режиме игры за Рику. Ансем также появляется в игре, пытаясь склонить Рику ко тьме. Кроме того, возвращаются многие диснеевские злодеи, хотя в некоторых случаях у них совершенно иная мотивация и цели, нежели чем в оригинальной Kingdom Hearts.

### История
Действие Kingdom Hearts: Chain of Memories начинается сразу же после окончания оригинальной Kingdom Hearts. Увидев Плуто, держащего в зубах послание от Короля, Сора, Дональд Дак и Гуфи бегут за ним, но пёс убегает далеко вперёд, и друзья теряют его из виду. Затем Сора встречает незнакомца в чёрном плаще, который говорит ему, что он найдёт то, что ищет, но взамен ему придётся пожертвовать чем-то ценным. Продолжая поиски, герои приходят к Замку Забвения. Когда Сора с друзьями заходит в замок, они снова сталкиваются с незнакомцем. Пытаясь настигнуть незнакомца, Сора, Дональд и Гуфи обнаруживают, что их способности и магия больше не работают. Незнакомец объясняет им, что, войдя в замок, они забывают все свои способности. Также он создаёт колоду карт на основе воспоминаний Соры и его друзей, говоря, что всё, с чем они столкнутся, — их материализованные воспоминания. Чем дольше они исследуют замок, тем больше воспоминаний теряют.
Пока Сора поднимается на верхние этажи замка, группа людей в чёрных плащах под названием «Организация» наблюдает за ним. Марлуксия, хозяин Замка Забвения, — незнакомец, заманивший Сору и его друзей в замок. С помощью Намине Марлуксия хотел изменить память Соры и таким образом подчинить его себе и использовать силу Ключ-Клинка, чтобы получить полный контроль над Организацией. Тем временем другие члены Организации, Лексаеус, Зексион и Вексен, решают, что нужно использовать клона Рику против Соры. Вексен создаёт копию Рику (англ. Riku Replica) и меняет ему воспоминания с помощью Намине, тем самым внушив клону, что он настоящий Рику. Вексен, Лексаеус и Зексион недовольны планом Марлуксии и решают его сорвать, используя настоящего Рику.
Поднимаясь на верхние этажи замка, Сора сражается с Ларксен, подручной Марлуксии. Намине меняет память Соры, а Ларксен, в свою очередь, заменяет у Соры медальон Каири на фальшивый, якобы являющийся подарком от Намине в детстве, и с этого момента Сора начинает думать, что Намине, а не Каири, — его подруга детства. Он узнаёт, что Организация держит Намине в замке и отправляется её спасать, иногда попутно сражаясь с копией Рику. После смерти Вексена и Ларксен Сора встречает Намине и узнаёт о планах Марлуксии. Аксель, ещё один член Организации, чтобы помешать Марлуксии, отпускает Намине к Соре. Сора объединяется вместе с клоном Рику, который также узнаёт о том, что его воспоминания подделала Намине, и вместе с ним сражается с Марлуксией на последнем этаже Замка Забвения. После смерти Марлуксии Намине погружает Сору, Дональда и Гуфи в специальные капсулы, чтобы они смогли восстановить свои утраченные воспоминания, при этом они забывают всё то, что произошло в замке. Чтобы память вернулась, героям нужно проспать в этих капсулах неопределённое время. Перед сном Сора и Намине обещают друг другу, что, если они встретятся вновь, то станут друзьями.

#### Reverse/Rebirth
Действие кампании Рику происходит одновременно с кампанией Соры. В начале второй кампании Рику обнаруживает, что он попал из Реальности тьмы на первый этаж Замка Забвения. Героя встречает Вексен и сражается с ним, чтобы получить его данные и создать из них копию Рику, но без страха тьмы, который овладевает оригиналом. Ансем, вселившийся в Рику в первой игре, пытается завладеть им и склонить ко тьме, но Король мешает ему сделать это. По пути Рику убивает Лексаеуса: во время битвы Ансем вселился в Рику. Рику почти проигрывает внутреннюю схватку с Ансемом, как вдруг на помощь Рику снова приходит Король. Зексион понимает, что, так как Марлуксия убит, Рику им больше не нужен. Он пытается избавиться от Рику, но его спасает Намине, превратившись в Каири. Подчинив себе тьму, Рику побеждает Зексиона. В Сумеречном городе Рику встречает ДиЗа, который просит его найти Намине. Клон Рику, пытаясь доказать своё право на существование, нападает на настоящего Рику, но погибает. Рику находит Намине и узнаёт от неё, что Ансем всё ещё живёт внутри его сердца; тогда он решает сразиться с Ансемом, которого вызывает ДиЗ. После победы над Ансемом Рику понимает, что он может в равной мере использовать и свет, и тьму. Вместе с Королём Микки Рику покидает Замок Забвения.

## Разработка

Концепт-арт боевой системы

Так как Тэцуя Номура хотел, чтобы действие Kingdom Hearts II происходило через год после событий первой игры, было решено, что Chain of Memories будет связывать два сюжета в единое целое. Рабочее название проекта изначально было Kingdom Hearts: Lost Memories. Позже Номура решил его поменять, при этом сохранив в заголовке слово «воспоминания». Как и в большинстве сиквелов компьютерных игр, в Kingdom Hearts II игрок начинал игру с персонажем первого уровня без выученных способностей. Чтобы это объяснить, Номура придумал решение — по сюжету Сора почти полностью теряет память, забывая все свои старые способности.
Номура изначально был против того, чтобы выпускать игру на Game Boy Advance, полагая, что трёхмерная графика оригинала будет неудачно смотреться при преобразовании её в двухмерную. Однако он изменил своё мнение, услышав, что дети хотели бы поиграть в Kingdom Hearts на Game Boy Advance. После того как был придуман геймплей специально для Game Boy Advance, Номура решил, что Kingdom Hearts на портативной консоли всё-таки возможен. Разработчики постарались сделать игру более светлой и яркой, чем оригинальная игра.
Chain of Memories была анонсирована вместе с Kingdom Hearts II на выставке Tokyo Game Show в сентябре 2003 года. Были продемонстрированы боевая система, основанная на картах, и FMV-ролики. Они представляли собой отрендеренные ролики на графическом движке PlayStation 2, которые затем были перекодированы для Game Boy с помощью технологии AM3. Чтобы разрекламировать игру, The Walt Disney Company и Square Enix запустили официальные сайты Chain of Memories. На выставке Jump Festa в Японии в 2003 году можно было поиграть в демоверсию игры.
Многие наработки Kingdom Hearts: Chain of Memories были использованы в другом совместном проекте Square Enix и Jupiter — The World Ends with You: изначально планировалась похожая боевая система, основанная на картах, где колода просматривалась бы на нижнем сенсорном экране Nintendo DS. Идея была позже развита возможностью играть сразу за двух персонажей — один отображался на верхнем экране, другой — на нижнем. Карты просматривались на верхнем экране.

### Музыка и озвучивание
Как и в оригинальной Kingdom Hearts, главной вокальной темой игры стала «Hikari» (яп. 光 свет) в японской версии и «Simple and Clean» (перевод «Hikari» на английский) в английской и других версиях. Обе песни были сочинены и спеты японской поп-певицей Хикару Утадой. Музыка из Chain of Memories была аранжирована для версии игры на PlayStation 2, Kingdom Hearts Re:Chain of Memories, также для ремейка создали несколько музыкальных тем, которых не было в оригинале. Так как большая часть треков была взята из оригинальной Kingdom Hearts, саундтрек к Chain of Memories отдельно никогда не продавался — он вошёл в сборник «Kingdom Hearts Original Soundtrack Complete», включающий в себя также саундтреки Kingdom Hearts, Kingdom Hearts II, Kingdom Hearts Final Mix и Kingdom Hearts II Final Mix+.
Из-за технических ограничений Game Boy Advance озвучивание было сведено к минимуму. Многие персонажи Kingdom Hearts: Chain of Memories озвучены теми же актёрами, что и в предыдущей игре, новых персонажей озвучивают новые сэйю — Кэйдзи Фудзивара в роли Акселя, Тацуя Кандо в роли Вексена, Марлуксии и Лексаеуса, и Риэко Катаяма в роли Ларксен. Озвучены только крики и фразы героев во время боя. В качестве боевых возгласов Соры и его напарников были вставлены фрагменты озвучивания из первой Kingdom Hearts.

## Популярность и отзывы
| Сводный рейтинг       | Сводный рейтинг |
| Агрегатор             | Оценка          |
| --------------------- | --------------- |
| GameRankings          | 77,59 %         |
| Metacritic            | 76/100          |
| Иноязычные издания    |                 |
| Издание               | Оценка          |
| 1UP.com               | C+              |
| Eurogamer             | 8/10            |
| Famitsu               | 36/40           |
| Game Informer         | 7,75/10         |
| GamePro               | [ 50 ]          |
| GameZone              | 9,1/10          |
| IGN                   | 8/10            |
| Русскоязычные издания |                 |
| Издание               | Оценка          |
| Консоль               | 8,3/10          |

Хотя Kingdom Hearts: Chain of Memories является самой неуспешной с коммерческой точки зрения частью серии, она всё же получила положительные оценки в игровой прессе и была достаточно популярной. За 48 часов в Японии было продано 104 000 экземпляров — она стала самой быстрораскупаемой игрой на Game Boy Advance того времени. Chain of Memories заняла верхние строчки в списках наиболее продаваемых игр в Японии. За первый месяц североамериканского релиза игра заняла первую строчку в списке самых продаваемых игр на портативные консоли и шестое место в списке самых продаваемых игр на все консоли по версии сайта GameSpot. На момент февраля 2005 года было продано около миллиона копий в Японии и в Америке вместе. К концу 2006 года было продано около 1,5 миллиона копий по всему миру. На момент августа 2009 года было продано 1,55 миллиона копий по всему миру, из них 200 000 в странах PAL-региона, 410 000 в Японии и 940 000 в Америке.

### Отзывы
Игра получила в основном положительные отзывы критиков. Наибольших похвал удостоился сюжет: IGN назвал его «увлекательной историей, напряжение которой возрастает ближе к концу», и ему присудил десять баллов из десяти возможных. Графика также была высоко оценена, в частности, FMV-ролики. IGN назвал их «отлично сделанными», а GameSpot признал, что по качеству ролики такие же, как графика оригинальной игры на PlayStation 2. Также похвал были удостоены хорошо прорисованные и анимированные спрайты. GameWatch назвал их «высококачественными». Многие обозреватели замечали, что хотя графика и не была на уровне первой Kingdom Hearts на PlayStation 2, для Game Boy Advance она была на высшем уровне. Телеканал G4TV отметил, что геймплей отлично подошёл портативной игровой консоли и что случайно генерируемые локации успешно сочетаются с карточными боями, «двумя элементами компьютерных ролевых игр, которые им часто вредят». Кроме того, он назвал игру «одной из самых красивых на Game Boy Advance». Обозреватель GameZone также считает графику выдающейся для игры на Game Boy: «Локации, персонажи и противники узнаваемы… Конечно, графика не сравнится с PlayStation 2, но она… пробуждает определённые чувства». Он также высоко оценил звуковое сопровождение, которое, по его мнению, «чистое и глубокое». Рецензент GamePro, напротив, считает, что графика имеет слишком малый контраст и слишком выделяются отдельные пиксели.
Неоднозначно была оценена боевая система, основанная на картах. GameSpot назвал её «неуклюжей», в то время как GameSpy, напротив, использует слово «увлекательная», а GameWatch — «оригинальная». Обозреватели GameSpot и GamePro критиковали систему карт за то, что она очень неудобна и не позволяет разрабатывать различные стратегии. «Боевая система требует определённого привыкания и кажется странной. Планировать свои атаки очень сложно, так как приходится переключать внимание на карты, при этом следя за противниками, которые обычно пытаются загнать героя в угол», — пишет GamePro. Напротив, рецензент Game Informer считает, что новая система карт очень проста в использовании и стратегия является важной частью каждого сражения. Это мнение разделяет также журналист GameZone: «Суть в том, что когда колода перетасовывается, игрок совершенно беззащитен, а чем чаще приходится перетасовывать, тем больше на это уходит времени. Поэтому надо точно планировать когда и какую карту использовать». Обозреватель 1UP.com замечает, что боевая система «хороша только на бумаге» — в действительности игроку постоянно приходится переключать внимание между картами и самим персонажем, причём иногда элементы GUI закрывают его. Кроме того, по мнению рецензента, некоторые битвы (в частности, против боссов) слишком простые — игрок может в любой момент перетасовать колоду и вернуть все свои карты, таким образом получая практически неограниченную возможность восстанавливать здоровье. К другим недостаткам обозреватель отнёс отсутствие сложных головоломок и однообразно выглядящих противников. Журналист Eurogamer пишет, что хотя в начале игры боевая система может показаться слишком простой, в дальнейшем она становится интереснее по мере появления специальных приёмов и карт. «Несколько менее проработанные персонажи, немного более слабый сюжет… Но игра может похвастать отличным дизайном и FMV-роликами, интересными диалогами и удобным интерфейсом», — заключает обозреватель.

## Версии игры и манга
Для повышения коммерческого успеха игры были выпущены дополнительные издания и другие связанные с игрой товары. К моменту поступления Chain of Memories в продажу Square Enix выпустила коллекционную карточную игру и бандл Kingdom Hearts: Chain of Memories (ограниченным изданием и только в Японии). В набор входили сама игра, приставка Game Boy Advance SP с логотипом Kingdom Hearts и ремешок. В карточную игру входили поле, стартовая колода карт и дополнительные наборы случайных карт. Впоследствии компания Fantasy Flight Games выкупила права на продажу карточной игры в англоговорящих странах.
В 2007 году был выпущен ремейк Kingdom Hearts Re:Chain of Memories для PlayStation 2. В ежемесячном японском журнале Shōnen Gangan начала печататься манга по игре (впоследствии она была издана в США). Помимо манги, появились три романа: два из них описывали кампанию Соры, а один — кампанию Рику (Reverse/Rebirth). Square также выпустила книгу Ultimania, как и в случае с играми Final Fantasy и Chrono. В Америке Brady Games продавала руководство по стратегии Chain of Memories, а также полное прохождение.

### Re:Chain of Memories
| Сводный рейтинг    | Сводный рейтинг |
| Агрегатор          | Оценка          |
| ------------------ | --------------- |
| GameRankings       | 70,60 %         |
| Metacritic         | 68 из 100       |
| MobyRank           | 73 из 100       |
| Иноязычные издания |                 |
| Издание            | Оценка          |
| 1UP.com            | B-              |
| AllGame            | [ 74 ]          |
| Game Informer      | 6,75/10         |
| GamePro            | [ 76 ]          |
| GameSpot           | 6,5/10          |
| IGN                | 8,4/10          |

Скриншоты Chain of Memories (сверху) и Re:Chain of Memories (снизу) во время сцены разговора с Айрис

В 2007 году вышел ремейк Kingdom Hearts: Chain of Memories — Kingdom Hearts Re:Chain of Memories. Он был разработан филиалом Square Enix в Осаке. В Японии игра продавалась в комплекте с Kingdom Hearts II Final Mix+, вышедшим 29 марта 2007 года. В Америке Re:Chain of Memories продавалась отдельно, так как Square Enix не планировала выпускать Kingdom Hearts II Final Mix+ за пределами Японии. В Америке игра вышла 2 декабря 2008 года, но так и не вышла в Европе и Австралии.
В отличие от Chain of Memories, Re:Chain of Memories — полностью трёхмерная, также некоторые сцены были озвучены. Хотя геймплей остался прежним, нововведения всё же появились, например, команды реакции (англ. Reaction Command) из Kingdom Hearts II. Также добавлены новые сцены и боссы, которых не было в оригинале.

### Манга
Так же как и для первой части, на основе игры была написана манга. Её автором стал известный мангака Сиро Амано. Отдельными главами манга печаталась в журнале Monthly Shonen Gangan, принадлежащем Square Enix, а позже вышла отдельными томами под издательством Enterbrain в Японии и под издательством Tokyopop с Америке. Первый том вышел 22 октября 2005 года в Японии; через год, 26 октября 2006 года, он появился на английском языке. Второй том вышел в Америке 6 февраля 2007 года.
Манга была относительно успешной. Первый том занял 112-е место в списке «ста пятидесяти бестселлеров» газеты USA Today за первую неделю релиза. Рецензент IGN хорошо отозвался о работе Амано, в частности, потому, что он добавил юмора в различные сцены. Также журналист отметил, что слабые стороны игры сказались на качестве самой манги. Позже вышло продолжение — манга по мотивам Kingdom Hearts II и по мотивам Kingdom Hearts 358/2 Days.

### HD-переиздание
В сентябре 2012 года Square Enix анонсировала Kingdom Hearts HD 1.5 Remix для PlayStation 3, сборник, куда входят HD-версии Kingdom Hearts Final Mix и Kingdom Hearts Re:Chain of Memories. В данные версии была добавлена поддержка трофеев. За основу моделей персонажей были взяты модели из Kingdom Hearts 3D: Dream Drop Distance. Геймплей был чуть изменён и стал более похожим на тот, что в Kingdom Hearts II. Кроме того, в сборник также входят заставки из Kingdom Hearts 358/2 Days в высоком разрешении. В Японии сборник вышел в марте 2013 года, во всём остальном мире выпуск осенью того же года.